# John MacIsaac
John MacIsaac   (6 de juny de 1937) és un atleta escocès, ja retirat, especialista en curses de velocitat, que va competir durant la dècada de 1950.
En el seu palmarès destaca una medalla d'or en la prova dels 4x400 metres del Campionat d'Europa d'atletisme de 1958, tot formant equip amb Edward Sampson, John Wrighton i John Salisbury. El 1958 va prendre part en els Jocs de la Commonwealth que es van disputar a Cardiff.
El 1959 es va graduar a la Universitat de Glasgow.

## Millors marques
- 100 iardes. 10.1" (1959)
- 200 metres. 21.9" (1958)
- 400 metres. 47.22" (1958)[5]